# Anne Enright
Anne Teresa Enright (født d. 11 oktober 1962) er en irsk romanforfatter. Hendes roman, The Gathering, vandt i 2007 en Man Booker pris. Hun har også vundet en Rooneypris for irsk literatur i 1991, en Encore pris i 2001 og en Irish Novel of the Year pris i 2008.
Hun er født i Dublin og uddannet fra Trinity College Dublin.

## Romaner
- What are you like (2000)
- The Pleasure of Eliza Lynch (2002)
- The Wig my Father Wore (2005)
- The Gathering (2007)
- The Forgotten Waltz [2011)
- The Green Road (2015)

## Novellesamlinger
- The Portable Virgin (1991)
- Taking Pictures (2008)
- Yesterday's Weather (2009)

## Noveller
- The hotel (2017)
- Solstice (2017)

1. ↑  Navnet er anført på bokmål og stammer fra Wikidata hvor navnet endnu ikke findes på dansk.
2. ↑  Navnet er anført på svensk og stammer fra Wikidata hvor navnet endnu ikke findes på dansk.